# ميديفنيك
ميديفنيك(بالأوكرانية: медівник)‏ أو ميدوفيك بالأوكرانية  هو كعك عسل أوكراني.

## الميدفينك في المطبخ الأوكراني
وفقًا للكاتبة المتخصصة في الطهي، ماريانا دوشار، يُعتبر الميديفنيك حلوى أساسية في مطبخ منطقة لفيف. في المقابل، تصنفه الكاتبة البولندية-الأوكرانية فيكتوريا بوبين على كنوع من الكعك يُسمى كعك بالفواكه. يحتوي الميديفنيك على توابل، ومكسرات، وزبيب. ويُفضل استخدام عسل الحنطة السوداء لإضفاء الطعم المميز للكعكة. بالإضافة إلى كونه كعكة إسفنجية، قد تشير كلمة ميديفنيك في الأوكرانية أيضًا إلى بريانيك أو برنيك، وهي بسكويت عسل صلب.

## استخدامات تقليدية
في قرية ڤيليكي بيتشكيف، التابعة لمنطقة راخيف في مقاطعة زاكارباتيا، تُمارس عادة زفاف فريدة. يُستبدل خبز الكوروفاي وهو خبز الزفاف التقليدي، يبكعكة عسل مُزينة تُسمى ميديفنيك. هذا الخبز التقليدي يُزين بتفاصيل معقدة تشبه التطريز الموجود على القمصان التقليدية لشعب الهوتسول.